# Свети Атанасий (Козичино)
Вижте пояснителната страница за други значения на Свети Атанасий.
„Свети Атанасий Велики“ (на македонска литературна норма: „Свети Атанасиј“) е възрожденска църква в кичевското село Козичино, Северна Македония. Църквата е част от Кичевското архиерейско наместничество на Дебърско-Кичевската епархия на Македонската православна църква – Охридска архиепископия. Изградена е в 1883 - 1885 година. Иконостасът и иконите са дело на мияшки майстори.